# Avsnörande förband
Avsnörande förband, även tourniquet, turnikett, åderklämma eller åderklämmare, är ett åtspännande förband eller anordning för att sammanpressa blodkärlen i en lem eller extremitet för att skapa ischemi eller stoppa blodflödet. Det kan användas för att stoppa förblödning i nödsituationer eller operation eller vid postoperativ rehabilitering.
Avsnörande förband kan vid behov improviseras med snöre, bälte eller annat tyg men förekommer även som färdig produkt med ett åtdragande vred. En sådan kallas militärt bland annat för CAT (Combat Application Tourniquet, ”stridsappliceringstourniquet”).

## Vidare information
- forsvarsmakten.se – Taktik som räddar liv: Stoppa livshotande blödning